# 招魂 (小說)
《招魂》是科幻小說作家倪匡的作品之一，衛斯理系列編號64。該小說於1987年12月31日完成，並在1989年4月1日出版。據顯示，《招魂》一書的內容本由倪匡的好友葉李華提出，葉提出某科學家把金庸筆下的角色通過電腦製作成真正的人類，但由於倪匡認為此舉一則有違版權，二則深知難及金庸，故選用類似的故事內容。

## 故事大綱
衛斯理出席一個由費力醫生主辦的宴會。在宴會中，費力醫生提到自己的研究涉及生物工程、遺傳學與電腦，並問衛斯理知否他在研究什麼。衛斯理無法了解，卻引發了他的好奇心，故派良辰美景到費力的研究所偷看其資料，以「嚇費力一跳」。
良辰美景接受衛斯理的任務後，他的好友齊白突然上門。衛斯理見他面色蒼白，似是受驚過度，但這與齊白的性格差距甚遠，故相當好奇。原來，齊白於盜墓時發現了一頭「結結實實的鬼」，並與他生活了三天，斯理對此感到興趣，故要求齊白詳細交代事件。然而，齊白卻不願說出所在的地點，並表示這是對那鬼的承諾。衛理斯認為他不知所云，於是不再理會他。
此時，良辰美景回來，卻表示衛斯理作弄她們。原來，祖先出生於陝西、曾參與李自成起事的良辰美景竟在費力的研究所看到一位自稱李自成的大漢，並用陝西語說話。故此，良辰美景以為衛斯理以她們的身世戲弄她們。對於，衛斯理表示自己相當無辜，因他本身對二人的背景不甚了解，更可況要找一個懂陝西語的大漢躲在費力的研究所來作弄二人，更為多此一舉。不過，良辰美景的發現更使衛斯理感到費力有不可告人的祕密，故自行刺探。
來到費力的研究所後，衛斯理首先發現了多台電腦，電腦顯示了眾多他看不懂的圖表，以及一個人類腦部模型，故此衛斯理推試費力在研究精神科。上了二樓後，衛斯理再次發現了在睡覺的李自成，衛斯理弄醒他後，李自成反問他女真人是否打到來，更令衛斯理認為他是位瘋子。此時，費力突然出現，並自言自語表示有問題要請教衛斯理。衛斯理聞之，對自己低下的行為感到十分歉意。故離開研究所，等待費力把一切告訴他。
七、八天後，費力果然上門求助。然而，身為醫生的費力竟問衛斯理於靖難之變時，建文帝成功南逃，是否明太祖預知有此一事會發生。衛斯理對此感到莫名其妙，並認為費力刻意有事掩飾，故草草了事，費力因而大怒，把衛斯理家中的李白陶像打破，並對衛斯理說可以把「活的李白」還給他。
費力離開後，齊白上門。齊白向衛斯理表示，那「結結實實」的鬼容許衛斯理與他見面，條件要到陵墓的過程中要蒙上雙眼。此時，白素從中猜測此鬼為明惠帝，因他往的陵墓，更重要的是他是位怕被人發現行蹤的君主。齊白只好屈服，帶衛斯理到十萬大山。
在出發的過程中，白素表示「建文帝」以活人（即齊白所說的「結結實實」的鬼）的方式生存，自然是真正的惠帝亡魂進入了他的腦部，令他有建文帝的記憶與感情。衛斯理與齊白均同意此說。到古墓時，衛斯理與齊白見「建文帝」自殺，故加以阻止。救回建文帝後，建文帝以帝皇身份感謝二人，使衛斯理大為失感，並摑了他一下。其後，「建文帝」變得全無反應，只流唾液，因此衛斯理認為此人本身為智障人士，後來因不明因素令建文帝的靈魂進入了他的腦袋中。齊白有見及此，認為建文帝可能是向精神病院逃出來，因而可能有醫院為他寫下的資料。果然，此人本自一間香港的精神病院。
有了這些資料後，二人決定把他送回醫院。衛斯理致電到醫院後，接電的原來是其好友梁若水醫生。然而，梁醫生卻表示此人並不存在。衛斯理認為這是梁醫生有事不便於醫院提出，故暗中另約梁醫生。她向衛斯理等人暗示恐防醫院在無人關心的智障人士用於神祕的研究或器官買賣。然而，白素並不同意，她認為是建文帝的亡魂進入了那智障人士的腦部，才會使他自以為是建文帝。此刻，衛斯理聯想到於費力研究所中的李自成亦可能是同一類人，因而認為種種的怪事均源於他。
同時，梁醫生又告訴衛斯理費力本打算找她一同參與有關生物電（靈魂）的研究。然而，幾日後，費力又把梁醫生拒諸門外，故此梁醫生認為費力有事隱瞞。為了了解真相，衛斯理一干人親自到費力的研究所查問。可是，費力依照否認眾人的猜試。白素認為費力有權對他的工作加以否應，唯有選擇離開。但衛斯理尚未放棄，並與齊白會合，第三度拜訪費力。此時，費力的研究所已空無一人，不過齊白卻發現一幅元代畫家倪雲林的真蹟。同時，費力表示自己已去遊山玩水。故此，衛斯理與白素認為費力招了倪雲林的魂於自己的身體中，一走了之。

## 相關人物
- 衛斯理

書中主角，當他得悉良辰美景看一位自稱李自成的男子時，只以為他是瘋子。可是，當他知道「李自成」對起事有極深入的了解後，漸漸相信是李自成的靈魂進入了此人的腦部。至後來，他認為亡魂能進入智障人士的腦部是由於他們沒有本身的記憶，故此靈魂可進入他們體內。
他與齊白曾到過十萬大山的皇陵。當他想到參與皇陵工程的工匠一一在完工後慘死，就感到極為憤怒。
- 白素

衛斯理太太，在故事中，可見她十分疼愛良辰美景二人。於本小說中，更可見白素聰明過人，如她單從齊白的來回時間，就知道到達皇陵的所需時間。
- 良辰美景

李岩和紅娘子的後人，曾參與李自成的明末農民起事，後來欲殺李自成。由於二人的輕功一流，故此衛斯理請來二人潛入費力的研究所。最初，二人對此事不感興趣，但當白素要求下，即樂在其中。另外，良辰美景曾表示衛斯理是她們最尊重和崇拜的人，使衛斯理十分感動。
- 「李自成」

事實上為一位被真正的李自成亡魂進入腦部的智障人士。此時的李自成是處於被女真人處處擊敗的導袖。雖然此「李自成」為先天的智障人士，但外表卻炯炯有神，為一位彪形大漢。最後，於研究所的李自成不再出現，可能是費力把他的靈魂拿走，並把他交還於醫院。
- 「建文帝」

實質上為被建文帝亡魂進入腦部的智障人士。在故事展開時，他就在廣西十萬大山的皇陵之中，最初齊白於皇陵見到此人並不相信他為建文帝。建文帝並不知自己往了在皇陵五百多年。對於靖難之變，他認為是齊泰與黃子澄的責任。同時，他對錦衣衛極為害怕加上他在描述於應天南逃一事猶如歷歷在目，均令齊白相信他為真正的建文帝。 
- 齊白

衛斯理的好友，是世界上最出色的盜墓者。由於他於十萬大山中見到需要飲食的建文帝，故此稱他為「結結實實的鬼」。他之所以能發現此皇陵是因他於倫敦一間古董店的太師椅發現了幾張有關明太祖於十萬大山進行工程的筆記。在發現筆記後，他以自己豐富的盜墓知道發現了古墓，並發現了建文帝。當他見到建文帝時，他自稱為方孝儒之弟子，成功爭取了建文帝的信任。 
- 費力

權威的腦部學家，他成功的利用儀器把靈魂輸入電腦，再把靈魂輸入到他人身上，使「李自成」與「建文帝」出現。雖然衛斯理與梁若水認為他的發現是人類的偉大成就，但費力卻不知何故，處處隱瞞。最終招來倪雲林的魂逃走。
- 溫寶裕

衛斯理的忘年之交，一直參與費力醫生舉動的研究與齊白遭遇的討論。他對於費力處處隱瞞其成就，感到不滿。
- 胡說

衛斯理的好友，是位昆蟲學家，為人務實，甚少發言。對於衛斯理認為於皇陵中愛不釋手的劍，是人類的文明時，胡說表示殺人武器並不足以與文明拉上關係，使衛斯理十分佩服。
- 梁若水

衛斯理的好友，是一位於「第三弱智療養院」工作的心理醫生。她於故事後期參與對費力的調查，雖然如此，但她對費力依十分崇拜。

## 資料來源
以下內容以香港明窗出版社作準：
1. ↑  招魂 – 序言
2. ↑  招魂 – 第一部份 – P.9-18
3. ↑  招魂 – 第二部份 – P.25-26
4. ↑  招魂 – 第二部份 – P.30-36
5. ↑  招魂 – 第三部份 – P.37-41
6. ↑  招魂 –第三部份 - P.45-51
7. ↑  招魂 – 第五部份 – P.73-75
8. ↑  招魂 – 第六部份 – P.88-94
9. ↑  招魂 – 第六部份 – P.96-99
10. ↑  招魂 – 第七部份 – P.111-116
11. ↑  招魂 – 第十部份 – P.163
12. ↑  招魂 – 第十部份 – P.169-172
13. ↑  招魂 – 第十一部份 – P.177-181
14. ↑  招魂 – 第十二部份 – P.204
15. ↑  招魂 – 第十三部份 – P.223-224
16. ↑  招魂 – 第十四部份 – P.226-231
17. ↑  招魂 – 第十五部份 – P.253
18. ↑  招魂 – 第十五部份 – P.258-259
19. ↑  招魂 – 第四部份 - P.61-62
20. ↑  招魂 – 第十一部份 - P.174-175
21. ↑  招魂 – 第二部份- P.42-43
22. ↑  招魂 – 第七部份 - P.104
23. ↑  招魂 – 第一部份 - P.17-18
24. ↑  招魂 – 第三部份 - P.45-46
25. ↑  招魂 – 第四部份 - P.53-59
26. ↑  招魂 – 第五部份 - P.71-72
27. ↑  招魂 – 第九部份 - P.141
28. ↑  招魂 – 第九部份 - P.142
29. ↑  招魂 – 第九部份 - P.150-151
30. ↑  招魂 – 第十部份 - P.158-159
31. ↑  招魂 – 第七部份 - P.107-108
32. ↑  招魂 – 第七部份 - P.118-120
33. ↑  招魂 – 第八部份 - P.121-137
34. ↑  招魂 – 第九部份 - P.139
35. ↑  招魂 – 第十四部份 - P.225-226
36. ↑  招魂 – 第十五部份 - P.253
37. ↑  招魂 – 第十三部份 - P.217
38. ↑  招魂 – 第十二部份 - P.206
39. ↑  招魂 – 第十三部份 - P.226

| 前任者： 063 瘟神 | 衛斯理系列（按編號） 064                               | 繼任者： 065 背叛 |
| 前任者： 瘟神     | 衛斯理系列（按連載時序） 1987年10月20日至1988年1月30日 | 繼任者： 背叛     |